# Marion Spielmann
Marion Harry Alexander Spielmann (Londra, 22 maggio 1858 – 1948) è stato un critico d'arte britannico.

## Biografia

### Primi anni di vita
Marion Spielmann (peraltro diverse parenti di sesso femminile erano chiamate in modo simile Marian Spielmann) nacque a Londra nel 1858, è l'ottavo e il più giovane figlio di Adam Spielmann (1812-1869), uno dei tre fratelli di origine ebraica emigrati da Schokken (oggi Skoki), vicino a Posen (oggi Poznań, in seguito alle spartizioni della Polonia. Dei fratelli di Marion, due erano anch'essi figure celebri: Sir Isidore Spielmann (1854-1925) era il primogenito ed era un ingegnere civile diventato conoscitore d'arte, nominato cavaliere nel 1905; il fratello di mezzo, Sir Meyer Spielmann (1856-1936) si occupava principalmente di educazione e riabilitazione giovanile, nominato cavaliere nel 1928, ma era anche un collezionista d'arte. I nipoti e le nipoti di Marion includevano l'attivista per il suffragio femminile Eva Hubback.
Spielmann ha studiato alla University College School e all'University College London. Ben presto si affermò come giornalista d'arte, scrivendo per la Pall Mall Gazette dal 1883 al 1890, discutendo in particolare del lavoro di George Frederic Watts.

### Carriera
Entro il 1880, Spielmann era diventato "una delle figure più potenti nel mondo dell'arte tardo vittoriana". Dal 1887 al 1904 Spielmann curò il Magazine of Art. L'influenza dell'impressionismo e dell'estetismo era particolarmente forte in questo periodo e, sotto la direzione di Spielmann, la rivista incoraggiava un vivace dibattito su questi movimenti. Spielmann commissionò articoli a tradizionalisti come William Powell Frith e Millais, nonché a sostenitori della nuova arte. Ha anche fondato Black and White, una rivista dedicata al revival della stampa, ed è stato un collaboratore regolare di The Graphic, The Illustrated London News, e altri periodici."
Spielmann era anche attivo nell'amministrazione artistica ed era strettamente coinvolto nella controversia sul lascito Chantrey, che lo portò a modificare le condizioni in cui le opere venivano acquistate per il lascito dalla Royal Academy of Arts. Fu il giurato per l'Inghilterra alla Mostra di Belle Arti di Bruxelles del 1898. È stato anche consulente internazionale nel collezionismo d'arte.Era un membro dell'Athenaeum.
Spielmann era lui stesso essenzialmente un tradizionalista che resistette all'avanzata dell'arte post-impressionista e moderna. Tipicamente enfatizzava le qualità maschili e decisive nell'arte, ad esempio descrivendo lo scultore George Anderson Lawson come "forte, virile e artistico". Per Spielmann, Millais incarnava queste qualità. Con l'ascesa del Modernismo, l'influenza di Spielmann divenne sempre più marginale.

### Vita familiare
Nel 1880, Spielmann sposò la sua prima cugina, Mabel Henriette Samuel (1862-1938), sorella di Herbert Samuel; avevano un figlio. Mabel stessa era una scrittrice affermata, meglio conosciuta come autrice per bambini, ma anche una biografa di Charlotte Brontë e una scrittrice di storia dell'arte. Come autrice per bambini, Mabel Spielmann è probabilmente meglio conosciuta per il suo lavoro del 1909: The Rainbow Book: Tales of Fun and Fancy.